# 蒂莫特斯·普哈奇
蒂莫特斯·普哈奇（波蘭語：Tymoteusz Puchacz，1999年1月23日—），波兰职业足球运动员，司职後衛，效力于英格蘭足球甲級聯賽球队普利茅斯（从德甲俱乐部荷尔斯泰因基尔租借）和波蘭國家足球隊，曾代表波兰参加2020年和2024年的欧洲杯。